# Okręty podwodne typu UC II
Okręty podwodne typu UC II – niemieckie okręty podwodne (podwodne stawiacze min) z okresu I wojny światowej. W latach 1915–1917 w stoczniach Blohm & Voss w Hamburgu, Vulcan w Hamburgu, AG Weser w Bremie, Germaniawerft w Kilonii i Kaiserliche Werft w Gdańsku zbudowano 64 okręty tego typu. Okręty charakteryzowały się wypornością od 400 do 434 ton w położeniu nawodnym i od 480 do 511 ton pod wodą, a ich główną bronią było 18 min kotwicznych typu UC/200 oraz siedem torped kalibru 500 mm wystrzeliwanych z trzech wyrzutni. Napędzane silnikami wysokoprężnymi jednostki rozwijały na powierzchni prędkość od 11,6 do 12 węzłów, osiągając zasięg od 8000 do 10 420 Mm przy prędkości 7 węzłów.
Okręty zostały wcielone w skład Kaiserliche Marine w latach 1916–1917, po czym służyły na Oceanie Atlantyckim, Morzu Bałtyckim i Morzu Śródziemnym (na tym ostatnim akwenie formalnie wchodząc w skład Kaiserliche und Königliche Kriegsmarine), zatapiając wiele alianckich i neutralnych jednostek pływających. Podczas działań wojennych utracono 43 okręty typu UC II, a ocalałe zostały przekazane w ramach reparacji Wielkiej Brytanii i Francji, gdzie z wyjątkiem trzech jednostek utraconych w trakcie transferu zostały wkrótce złomowane.

## Projekt i budowa
Dokonania pierwszych niemieckich podwodnych stawiaczy min typu UC I, a także zauważone niedostatki tej konstrukcji, skłoniły dowództwo Kaiserliche Marine oraz sekretarza stanu ministerstwa marynarki wojennej, admirała Alfreda von Tirpitza do działań mających na celu budowę nowego, znacznie większego i doskonalszego typu okrętu podwodnego. Opracowany latem 1915 roku przez biuro konstrukcyjne Inspektoratu Broni Podwodnej (niem. Uboot-Inspektion) z inż. Franzem Wernerem na czele projekt okrętu o numerze 41, oznaczonego później jako typ UC II, tworzony był równolegle z projektem przybrzeżnego torpedowego okrętu podwodnego typu UB II. Głównymi zmianami w stosunku do poprzedniej serii były: instalacja wyrzutni torpedowych i działa pokładowego, zwiększenie mocy i niezawodności siłowni oraz wzrost prędkości i zasięgu jednostki – kosztem rezygnacji z możliwości łatwego transportu kolejowego. Powiększono także liczbę zabieranych na pokład min kotwicznych o większym wagomiarze, a co za tym idzie rozmiary oraz wyporność okrętu, a także liczebność załogi i dochodzącą do czterech tygodni autonomiczność.
29 sierpnia 1915 roku admirał Tirpitz zadecydował w ramach wojennego programu rozbudowy floty o zamówieniu I serii okrętów typu UC II, liczącej 18 jednostek (UC-16 – UC-33), które miały być dostarczone w pierwszej połowie 1916 roku. 20 listopada tego roku złożono zamówienie na kolejną serię liczącą 21 okrętów tego typu (UC-34 – UC-48), a 11 stycznia 1916 roku powiększono je o następne jednostki (UC-49 – UC-79).
Spośród 64 okrętów typu UC II 24 zbudowane zostały w stoczni Blohm & Voss w Hamburgu, 21 powstało w stoczni Vulcan w Hamburgu, siedem zbudowała stocznia AG Weser w Bremie, a po sześć jednostek zbudowały stocznie Germaniawerft w Kilonii i Kaiserliche Werft w Gdańsku . Stępki okrętów położono w latach 1915–1916 , a zwodowane zostały w latach 1916–1917. Koszt budowy jednego okrętu wyniósł, w zależności od stoczni, od 1 mln 727 tys. do 2 mln 141 tys. marek. Liczący 64 jednostki typ UC II był drugą co do wielkości serią okrętów podwodnych zbudowaną w Niemczech podczas I wojny światowej, po typie UB III.
| Okręt | Stocznia          | Położenie stępki | Wodowanie            | Wcielenie do służby  | Los |
| ----- | ----------------- | ---------------- | -------------------- | -------------------- | --- |
| UC-16 | Blohm & Voss      | 1915             | 1 lutego 1916        | 26 czerwca 1916      | zaginął 4 października 1917                                                                               |
| UC-17 | Blohm & Voss      | 1915             | 19 lutego 1916       | 23 lipca 1916        | przekazany Wielkiej Brytanii w 1918, złomowany                                                            |
| UC-18 | Blohm & Voss      | 1915             | 4 marca 1916         | 15 sierpnia 1916     | zatopiony 19 lutego 1917                                                                                  |
| UC-19 | Blohm & Voss      | 1915             | 15 marca 1916        | 22 sierpnia 1916     | zatopiony 6 grudnia 1916                                                                                  |
| UC-20 | Blohm & Voss      | 1915             | 1 kwietnia 1916      | 8 września 1916      | przekazany Wielkiej Brytanii w 1919, złomowany                                                            |
| UC-21 | Blohm & Voss      | 1915             | 1 kwietnia 1916      | 15 września 1916     | zaginął po 16 września 1917 roku                                                                          |
| UC-22 | Blohm & Voss      | 1915             | 1 lutego 1916        | 1 lipca 1916         | przekazany Francji w 1919, złomowany                                                                      |
| UC-23 | Blohm & Voss      | 1915             | 19 lutego 1916       | 28 lipca 1916        | przekazany Francji w 1918 lub 1919, złomowany                                                             |
| UC-24 | Blohm & Voss      | 1915             | 4 marca 1916         | 17 sierpnia 1916     | zatopiony 24 maja 1917                                                                                    |
| UC-25 | Vulcan            | 1915             | 10 czerwca 1916      | 28 czerwca 1916      | samozatopiony 28 października 1918                                                                        |
| UC-26 | Vulcan            | 1915             | 22 czerwca 1916      | 18 lipca 1916        | zatopiony 8/9 maja 1917                                                                                   |
| UC-27 | Vulcan            | 1915             | 28 czerwca 1916      | 25 lipca 1916        | przekazany Francji w 1919, złomowany                                                                      |
| UC-28 | Vulcan            | 1915             | 8 lipca 1916         | 6 sierpnia 1916      | przekazany Francji w 1919, złomowany                                                                      |
| UC-29 | Vulcan            | 1915             | 15 lipca 1916        | 15 sierpnia 1916     | zatopiony 7 czerwca 1917                                                                                  |
| UC-30 | Vulcan            | 1915             | 27 lipca 1916        | 22 sierpnia 1916     | zatonął 21 kwietnia 1917                                                                                  |
| UC-31 | Vulcan            | 1915             | 7 sierpnia 1916      | 2 września 1916      | przekazany Wielkiej Brytanii w 1918, złomowany                                                            |
| UC-32 | Vulcan            | 1915             | 12 sierpnia 1916     | 13 września 1916     | zatonął 23 lutego 1917                                                                                    |
| UC-33 | Vulcan            | 1915             | 26 sierpnia 1916     | 25 września 1916     | zatopiony 26 września 1917                                                                                |
| UC-34 | Blohm & Voss      | 1915             | 6 maja 1916          | 26 września 1916     | samozatopiony 30 października 1918                                                                        |
| UC-35 | Blohm & Voss      | 1915             | 6 maja 1916          | 4 października 1916  | zatopiony 16 maja 1918                                                                                    |
| UC-36 | Blohm & Voss      | 1915             | 25 czerwca 1916      | 3 listopada 1916     | zatopiony 21 maja 1917                                                                                    |
| UC-37 | Blohm & Voss      | 1915             | 5 czerwca 1916       | 13 października 1916 | przekazany Wielkiej Brytanii w 1918, złomowany                                                            |
| UC-38 | Blohm & Voss      | 1915             | 5 czerwca 1916       | 19 października 1916 | zatopiony 14 grudnia 1917                                                                                 |
| UC-39 | Blohm & Voss      | 1915             | 25 czerwca 1916      | 29 października 1916 | zatopiony 8 lutego 1917                                                                                   |
| UC-40 | Vulcan            | 1915             | 5 września 1916      | 1 października 1916  | przekazany Wielkiej Brytanii, zatonął 21 lutego 1919                                                      |
| UC-41 | Vulcan            | 1915             | 13 września 1916     | 11 października 1916 | zatopiony 21 sierpnia 1917                                                                                |
| UC-42 | Vulcan            | 1915             | 21 września 1916     | 18 listopada 1916    | zatonął 10 września 1917                                                                                  |
| UC-43 | Vulcan            | 1915             | 5 października 1916  | 25 października 1916 | zatopiony 10 marca 1917                                                                                   |
| UC-44 | Vulcan            | 1915             | 10 października 1916 | 4 listopada 1916     | zatonął 4 sierpnia 1917                                                                                   |
| UC-45 | Vulcan            | 1915             | 20 października 1916 | 18 listopada 1916    | zatonął 17 września 1917, podniesiony, przekazany Wielkiej Brytanii w 1918, złomowany                     |
| UC-46 | AG Weser          | 1 lutego 1916    | 15 lipca 1916        | 15 września 1916     | zatopiony 8 lutego 1917                                                                                   |
| UC-47 | AG Weser          | 1 lutego 1916    | 30 sierpnia 1916     | 13 października 1916 | zatopiony 18 listopada 1917                                                                               |
| UC-48 | AG Weser          | 1 lutego 1916    | 27 września 1916     | 6 listopada 1916     | internowany 23 marca 1918, przekazany Wielkiej Brytanii, samozatopiony 15 marca 1919                      |
| UC-49 | Germaniawerft     | 1916             | 7 listopada 1916     | 2 grudnia 1916       | zatonął 14 sierpnia 1918                                                                                  |
| UC-50 | Germaniawerft     | 1916             | 23 listopada 1916    | 21 grudnia 1916      | zaginął po 7 stycznia 1918                                                                                |
| UC-51 | Germaniawerft     | 1916             | 5 grudnia 1916       | 6 stycznia 1917      | zatonął 17 listopada 1917                                                                                 |
| UC-52 | Germaniawerft     | 1916             | 23 stycznia 1917     | 15 marca 1917        | przekazany Wielkiej Brytanii w 1919, złomowany                                                            |
| UC-53 | Germaniawerft     | 1916             | 27 lutego 1917       | 5 kwietnia 1917      | samozatopiony 28 października 1918                                                                        |
| UC-54 | Germaniawerft     | 1916             | 20 marca 1917        | 10 maja 1917         | samozatopiony 28 października 1918                                                                        |
| UC-55 | Kaiserliche Werft | 25 lutego 1916   | 2 sierpnia 1916      | 15 listopada 1916    | zatonął 29 września 1917                                                                                  |
| UC-56 | Kaiserliche Werft | 4 marca 1916     | 26 sierpnia 1916     | 18 grudnia 1916      | internowany 24 maja 1918, przekazany Francji, złomowany                                                   |
| UC-57 | Kaiserliche Werft | 14 marca 1916    | 7 września 1916      | 22 stycznia 1917     | zatonął po 17 listopada 1917                                                                              |
| UC-58 | Kaiserliche Werft | 18 marca 1916    | 21 października 1916 | 12 marca 1917        | przekazany Francji w 1918, złomowany                                                                      |
| UC-59 | Kaiserliche Werft | 25 marca 1916    | 28 września 1916     | 12 maja 1917         | przekazany Wielkiej Brytanii w 1918, złomowany                                                            |
| UC-60 | Kaiserliche Werft | 31 marca 1916    | 8 listopada 1916     | 25 czerwca 1917      | przekazany Wielkiej Brytanii w 1919, złomowany                                                            |
| UC-61 | AG Weser          | 3 kwietnia 1916  | 11 listopada 1916    | 13 grudnia 1916      | zniszczony 26 lipca 1917                                                                                  |
| UC-62 | AG Weser          | 3 kwietnia 1916  | 9 grudnia 1916       | 8 stycznia 1917      | zatonął 14 października 1917                                                                              |
| UC-63 | AG Weser          | 3 kwietnia 1916  | 6 stycznia 1917      | 30 stycznia 1917     | zatopiony 1 listopada 1917                                                                                |
| UC-64 | AG Weser          | 3 kwietnia 1916  | 23 stycznia 1917     | 22 lutego 1917       | zatonął 20 czerwca 1918                                                                                   |
| UC-65 | Blohm & Voss      | 1916             | 8 lipca 1916         | 10 listopada 1916    | zatopiony 3 listopada 1917                                                                                |
| UC-66 | Blohm & Voss      | 1916             | 15 lipca 1916        | 18 listopada 1916    | zatopiony 27 maja 1917                                                                                    |
| UC-67 | Blohm & Voss      | 1916             | 6 sierpnia 1916      | 10 grudnia 1916      | przekazany Wielkiej Brytanii w 1919, złomowany                                                            |
| UC-68 | Blohm & Voss      | 1916             | 12 sierpnia 1916     | 17 grudnia 1916      | zaginął po 13 marca 1917                                                                                  |
| UC-69 | Blohm & Voss      | 1916             | 7 sierpnia 1916      | 23 grudnia 1916      | zatonął 6 grudnia 1917                                                                                    |
| UC-70 | Blohm & Voss      | 1916             | 7 sierpnia 1916      | 22 listopada 1916    | zatopiony 5 czerwca 1917, podniesiony, zatopiony 28 sierpnia 1918                                         |
| UC-71 | Blohm & Voss      | 1916             | 12 sierpnia 1916     | 28 listopada 1916    | przekazany Wielkiej Brytanii, zatonął 20 lutego 1919                                                      |
| UC-72 | Blohm & Voss      | 1916             | 12 sierpnia 1916     | 5 grudnia 1916       | zatonął po 22 sierpnia 1917                                                                               |
| UC-73 | Blohm & Voss      | 1916             | 26 sierpnia 1916     | 24 grudnia 1916      | przekazany Wielkiej Brytanii w 1919, złomowany                                                            |
| UC-74 | Vulcan            | 1916             | 19 października 1916 | 26 listopada 1916    | internowany 21 listopada 1918, przekazany Francji w 1919, złomowany                                       |
| UC-75 | Vulcan            | 1916             | 6 listopada 1916     | 6 grudnia 1916       | zatopiony 31 maja 1918                                                                                    |
| UC-76 | Vulcan            | 1916             | 25 listopada 1916    | 17 grudnia 1916      | zatonął 10 maja 1917, podniesiony, internowany 13 listopada 1918, przekazany Wielkiej Brytanii, złomowany |
| UC-77 | Vulcan            | 1916             | 2 grudnia 1916       | 29 grudnia 1916      | zatonął 11 lipca 1918                                                                                     |
| UC-78 | Vulcan            | 1916             | 8 grudnia 1916       | 10 stycznia 1917     | zatopiony 9 maja 1918                                                                                     |
| UC-79 | Vulcan            | 1916             | 19 grudnia 1916      | 22 stycznia 1917     | zatonął 5 kwietnia 1918                                                                                   |

## Dane taktyczno-techniczne

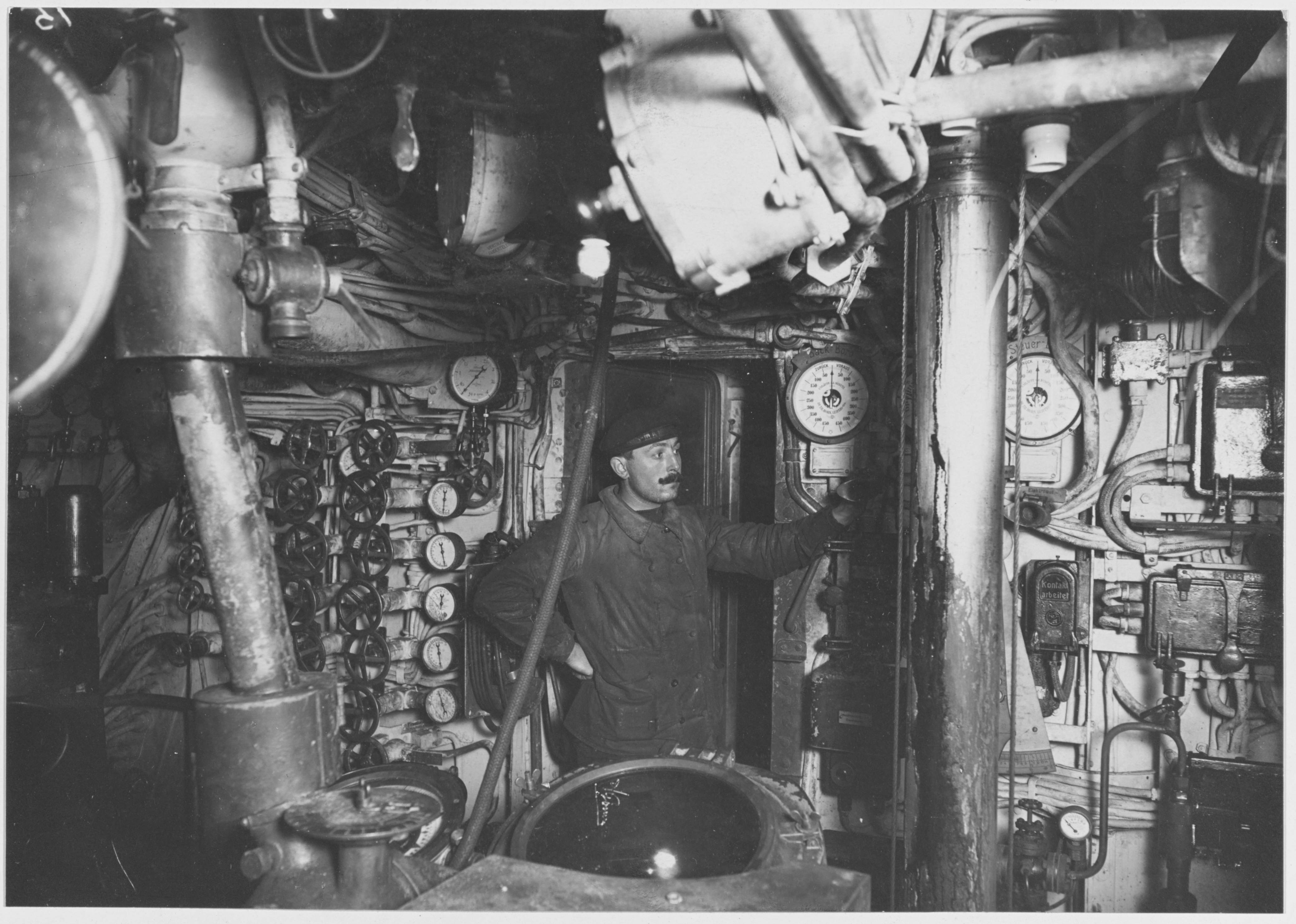
Wnętrze UC-58

Jednostki typu UC II były średniej wielkości przybrzeżnymi okrętami podwodnymi o konstrukcji dwukadłubowej. Wykonany ze stali o grubości 11 mm kadłub sztywny miał od 39,3 do 40,96 metra długości oraz 3,65 metra szerokości i podzielony był na sześć przedziałów wodoszczelnych (od dziobu): I – minowy ze sterami głębokości, II – pomieszczenia załogi, III – centrala, IV – pomieszczenia załogi, w tym kabiny oficerskie, V – przedział silników spalinowych i silników elektrycznych, VI – rufowy przedział torpedowy z pomieszczeniami załogi. Kadłub lekki wykonany był z blach o grubości od 3,5 do 4 mm i pokrywał większą część kadłuba sztywnego; pomiędzy nimi znajdowało się siedem zbiorników balastowych, zbiorniki trymujące i cztery zbiorniki paliwa .
Długość całkowita wynosiła od 49,35 do 53,15 metra, szerokość 5,22 metra i zanurzenie 3,68 metra. Wysokość (od stępki do szczytu kiosku) wynosiła 7,46 metra . Wyporność w położeniu nawodnym wynosiła od 400 do 434 ton, a w zanurzeniu od 480 do 511 ton. Jednostki od 1917 roku miały wysoki, ostry dziób przystosowany do przecinania sieci przeciwpodwodnych; do ich wnętrza prowadziły trzy luki: pierwszy przed kioskiem, drugi w kiosku, a ostatni w części rufowej, prowadzący do maszynowni . Cylindryczny kiosk miał średnicę 1,4 metra i wysokość 1,8 metra, obudowany był opływową osłoną .
Okręty napędzane były na powierzchni przez dwa 6-cylindrowe, czterosuwowe silniki wysokoprężne o łącznej mocy od 368 do 485 kW (500–660 KM), a pod wodą poruszały się dzięki dwóm silnikom elektrycznym o łącznej mocy od 340 do 460 kW (460–620 KM). Dwa wały napędowe obracały dwie śruby wykonane z brązu manganowego (o średnicy 1,9 metra i skoku 0,9 metra) . Okręty osiągały prędkość od 11,6 do 12 węzłów na powierzchni i od 6,7 do 7,4 węzła w zanurzeniu. Zasięg wynosił od 8000 do 10 420 Mm przy prędkości 7 węzłów w położeniu nawodnym oraz od 52 do 60 Mm przy prędkości 4 węzłów pod wodą. Zbiorniki mieściły od 41 do 56 ton paliwa , a energia elektryczna magazynowana była w dwóch bateriach akumulatorów 26 MAS po 62 ogniwa, zlokalizowanych pod przednim i tylnym przedziałem mieszkalnym załogi. Dopuszczalna głębokość zanurzenia wynosiła 50 metrów , a czas wykonania manewru zanurzenia od 30 do 48 sekund.
Głównym uzbrojeniem okrętów było 18 min kotwicznych typu UC/200 w sześciu skośnych szybach minowych o średnicy 100 cm, usytuowanych w podwyższonej części dziobowej jeden za drugim w osi symetrii okrętu, pod kątem do tyłu (sposób stawiania – „pod siebie”). Układ ten powodował, że miny trzeba było stawiać na zaplanowanej przed rejsem głębokości, gdyż na morzu nie było do nich dostępu (co znacznie zmniejszało skuteczność okrętów). Uzbrojenie uzupełniały dwie zewnętrzne wyrzutnie torped kalibru 500 mm (umiejscowione powyżej linii wodnej na dziobie, po obu stronach szybów minowych) oraz jedna wewnętrzna wyrzutnia torped kalibru 500 mm na rufie (z łącznym zapasem 7 torped) . Używano torped parogazowych typu G6 o długości 6 metrów, z głowicą bojową o masie 160 kg i zasięgu 2200 metrów przy prędkości 35 węzłów (lub 5000 metrów przy prędkości 27 węzłów). Przed kioskiem umieszczone było działo pokładowe kalibru 88 mm TK C/08 L/30, z zapasem amunicji wynoszącym od 100 do 133 naboi . Do strzelania z szybkostrzelnością dochodzącą do 15 strz./min wykorzystywano naboje o masie 13,8 kg, najczęściej z pociskami burzącymi zawierającymi 1,42 kg materiału wybuchowego. W 1918 roku na części ocalałych okrętów zamontowano działa kalibru 10,5 cm Utof C/16 L/45, z zapasem amunicji wynoszącym od 100 do 120 sztuk (na pewno na UC-67). Dodatkowo okręty uzbrojone były w karabin maszynowy.
Okręty wyposażone były w dwa peryskopy Zeissa: wachtowy i bojowy oraz radiostację z podnoszonym masztem o wysokości 10 metrów. Wyposażenie uzupełniała kotwica grzybkowa o masie 272 kg .
Załoga pojedynczego okrętu składała się nominalnie z trzech oficerów oraz 23 podoficerów i marynarzy.

## Służba
Jednostki typu UC II służyły w latach 1916–1918 na Oceanie Atlantyckim (najczęściej na Morzu Północnym, wodach kanału La Manche i Zatoki Biskajskiej), Morzu Bałtyckim, Morzu Śródziemnym i Morzu Czarnym, przynależąc do Flotylli Flandria, 1. Flotylli U-Bootów Hochseeflotte, Flotylli Pola i Flotylli Bałtyckiej.
SM UC-16
Okręt został wcielony do służby w Kaiserliche Marine 26 czerwca 1916 roku. W czasie służby operacyjnej we Flotylli Flandria okręt odbył 13 patroli bojowych, podczas których zatopił 43 statki o łącznej pojemności 43 914 BRT (w tym duży brytyjski transatlantyk „Alaunia” o pojemności 13 405 BRT), a sześć statków o łącznej pojemności 24 884 BRT zostało uszkodzonych . SM UC-16 zaginął 4 października 1917 roku, prawdopodobnie po wejściu na minę na północ od Zeebrugge .
SM UC-17
Okręt został wcielony do służby w Kaiserliche Marine 23 lipca 1916 roku. W czasie służby operacyjnej we Flotylli Flandria okręt odbył 21 patroli bojowych, podczas których zatopił 96 statków o łącznej pojemności 144 423 BRT (w tym duży brytyjski parowiec „Rotorua” o pojemności 11 140 BRT), a dziewięć statków o łącznej pojemności 27 855 BRT zostało uszkodzonych . SM UC-17 został poddany Brytyjczykom 26 listopada 1918 roku w wyniku podpisania rozejmu w Compiègne, a następnie złomowany w latach 1919–1920 .
SM UC-18
Okręt został wcielony do służby w Kaiserliche Marine 15 sierpnia 1916 roku. W czasie służby operacyjnej we Flotylli Flandria okręt odbył sześć patroli bojowych, podczas których zatopił 34 statki o łącznej pojemności 34 343 BRT, a trzy statki o łącznej pojemności 21 157 BRT zostały uszkodzone . 19 lutego 1917 roku SM UC-18 został zatopiony ogniem artylerii brytyjskiego statku-pułapki HMS „Lady Olive” .
SM UC-19
Okręt został wcielony do służby w Kaiserliche Marine 22 sierpnia 1916 roku. W czasie służby operacyjnej we Flotylli Flandria okręt odbył trzy patrole bojowe, podczas których zatopił cztery statki o łącznej pojemności 3784 BRT . SM UC-19 zatonął 6 grudnia 1916 roku, zatopiony bombami głębinowymi przez brytyjski niszczyciel HMS „Ariel” .
SM UC-20
Okręt został wcielony do służby w Kaiserliche Marine 8 września 1916 roku. Przebazowany na Morze Śródziemne został nominalnie wcielony w skład Kaiserliche und Königliche Kriegsmarine pod nazwą SM U-60, pływając w składzie Flotylli Pola (a później I Flotylli Morza Śródziemnego) . W czasie służby operacyjnej okręt odbył 13 misji bojowych, w wyniku których zatonęło 21 statków o łącznej pojemności 20 927 BRT, a trzy statki o łącznej pojemności 11 554 BRT zostały uszkodzone . SM UC-20 został poddany Brytyjczykom 16 stycznia 1919 roku w wyniku podpisania rozejmu w Compiègne, a następnie złomowany w latach 1919–1920 .
SM UC-21
Okręt został wcielony do służby w Kaiserliche Marine 15 września 1916 roku. W czasie służby operacyjnej we Flotylli Flandria okręt odbył 11 patroli bojowych, podczas których zatopił 98 statków o łącznej pojemności 134 063 BRT, a pięć statków o łącznej pojemności 11 826 BRT zostało uszkodzonych . Oprócz tego okręt zdobył jeden żaglowiec o pojemności 148 BRT i uszkodził niszczyciel o wyporności 778 ton . SM UC-21 zaginął po 16 września 1917 roku, kiedy kilka dni wcześniej opuścił Zeebrugge udając się na patrol do Zatoki Biskajskiej .
SM UC-22
Okręt został wcielony do służby w Kaiserliche Marine 1 lipca 1916 roku. Przebazowany na Morze Śródziemne został nominalnie wcielony w skład Kaiserliche und Königliche Kriegsmarine jako SM U-62, pływając w składzie Flotylli Pola (a później II Flotylli Morza Śródziemnego) . W czasie służby operacyjnej okręt odbył 15 patroli i misji bojowych, w wyniku których zatonęły 22 statki o łącznej pojemności 41 351 BRT i jeden okręt o wyporności 414 ton, a trzy statki o łącznej pojemności 14 012 BRT zostały uszkodzone . SM UC-22 został poddany Francuzom 3 lutego 1919 roku w wyniku podpisania rozejmu w Compiègne, a następnie złomowany w 1921 roku .
SM UC-23
Okręt został wcielony do służby w Kaiserliche Marine 28 lipca 1916 roku. Przebazowany na Morze Śródziemne został nominalnie wcielony w skład Kaiserliche und Königliche Kriegsmarine jako SM U-61, a następnie działał w ramach dywizjonu U-Bootów w Konstantynopolu (a później Półflotylli Konstantynopol) . W czasie służby operacyjnej na Morzu Egejskim i Morzu Czarnym okręt odbył 17 patroli i misji bojowych, w wyniku których zatonęło 46 statków o łącznej pojemności 41 841 BRT (w tym duży brytyjski liniowiec pasażerski „Minnewaska” o pojemności 14 317 BRT) i uszkodził żaglowiec o pojemności 35 BRT . Oprócz tego okręt zdobył trzy parowce o łącznej pojemności 1559 BRT . SM UC-23 został przejęty przez Brytyjczyków w Sewastopolu 25 listopada 1918 roku, a następnie przekazany Francji i złomowany w Bizercie w 1921 roku .
SM UC-24
Okręt został wcielony do służby w Kaiserliche Marine 17 sierpnia 1916 roku. Początkowo służył w 1. Flotylli U-Bootów Hochseeflotte . Przebazowany w 1917 roku na Morze Śródziemne został nominalnie wcielony w skład Kaiserliche und Königliche Kriegsmarine pod nazwą SM U-88, pływając w składzie Flotylli Pola . W czasie służby operacyjnej okręt odbył cztery misje bojowe, podczas których zatopił cztery statki o łącznej pojemności 9815 BRT . SM UC-24 został zatopiony 24 maja 1917 roku nieopodal Cattaro, storpedowany przez francuski okręt podwodny „Circé” .
SM UC-25
Okręt został wcielony do służby w Kaiserliche Marine 28 czerwca 1916 roku. Początkowo został włączony w skład Flotylli Bałtyckiej . Przebazowany w 1917 roku na Morze Śródziemne został nominalnie wcielony w skład Kaiserliche und Königliche Kriegsmarine pod nazwą SM U-89, pływając w składzie Flotylli Pola . W czasie służby operacyjnej okręt odbył 13 misji bojowych, w wyniku których zatonęło 18 statków o łącznej pojemności 17 127 BRT i trzy okręty o łącznej wyporności 2201 ton, a pięć statków o łącznej pojemności 28 370 BRT i dwa okręty o łącznej wyporności 6500 ton zostały uszkodzone . SM UC-25 został samozatopiony 28 października 1918 roku nieopodal Poli .
SM UC-26
Okręt został wcielony do służby w Kaiserliche Marine 18 lipca 1916 roku. Włączony w skład Flotylli Flandria, w czasie służby operacyjnej okręt odbył dziewięć patroli i misji bojowych, w wyniku których zatonęło 36 statków o łącznej pojemności 60 213 BRT i trzy okręty o łącznej wyporności 1267 ton, a pięć statków o łącznej pojemności 17 784 BRT zostało uszkodzonych . SM UC-26 został zatopiony w nocy z 8 na 9 maja 1917 roku nieopodal Calais przez brytyjski niszczyciel HMS „Milne” .
SM UC-27
Okręt został wcielony do służby w Kaiserliche Marine 25 lipca 1916 roku. Początkowo został włączony w skład Flotylli Bałtyckiej . Przebazowany w 1917 roku na Morze Śródziemne został nominalnie wcielony w skład Kaiserliche und Königliche Kriegsmarine pod nazwą SM U-90, pływając w składzie Flotylli Pola . W czasie służby operacyjnej okręt odbył 14 misji bojowych, w wyniku których zatonęło 55 statków o łącznej pojemności 75 451 BRT i trzy okręty o łącznej wyporności 830 ton, a dwa okręty o łącznej wyporności 16 804 ton zostały uszkodzone . SM UC-27 został poddany Francuzom 3 lutego 1919 roku w wyniku podpisania rozejmu w Compiègne, a następnie złomowany w 1921 roku .
SM UC-28
Okręt został wcielony do służby w Kaiserliche Marine 6 sierpnia 1916 roku. Przez cały okres wojny pełnił służbę jako jednostka szkolna . SM UC-28 został poddany Francuzom w lutym 1919 roku w wyniku podpisania rozejmu w Compiègne, a następnie złomowany .
SM UC-29
Okręt został wcielony do służby w Kaiserliche Marine 15 sierpnia 1916 roku. Włączony w skład 1. Flotylli U-Bootów Hochseeflotte, w czasie służby operacyjnej okręt odbył siedem misji bojowych, w wyniku których zatonęło 18 statków o łącznej pojemności 21 909 BRT, a cztery statki o łącznej pojemności 17 154 BRT zostały uszkodzone . SM UC-29 zatonął 7 czerwca 1917 roku na zachód od Irlandii, zatopiony ogniem artylerii statku-pułapki HMS „Pargust” .
SM UC-30
Okręt został wcielony do służby w Kaiserliche Marine 22 sierpnia 1916 roku. Włączony w skład 1. Flotylli U-Bootów Hochseeflotte, w czasie służby operacyjnej okręt odbył cztery misje bojowe, w wyniku których zatonęło pięć statków o łącznej pojemności 5867 BRT . SM UC-30 zatonął wraz z całą załogą 21 kwietnia 1917 roku, wchodząc na minę nieopodal Esbjerg .
SM UC-31
Okręt został wcielony do służby w Kaiserliche Marine 2 września 1916 roku. Włączony w skład 1. Flotylli U-Bootów Hochseeflotte, a w 1918 roku czasowo przyporządkowany Flotylli Flandria, w czasie służby operacyjnej okręt odbył 13 patroli i misji bojowych, w wyniku których zatonęło 38 statków o łącznej pojemności 51 017 BRT, a trzy statki o łącznej pojemności 8016 BRT i jeden okręt o wyporności 1025 ton zostały uszkodzone . SM UC-31 został poddany Brytyjczykom 26 listopada 1918 roku w wyniku podpisania rozejmu w Compiègne, a następnie złomowany w 1922 roku .
SM UC-32
Okręt został wcielony do służby w Kaiserliche Marine 13 września 1916 roku. Włączony w skład 1. Flotylli U-Bootów Hochseeflotte, w czasie służby operacyjnej okręt odbył trzy misje bojowe, w wyniku których zatonęło sześć statków o łącznej pojemności 9083 BRT . SM UC-32 zatonął 23 lutego 1917 roku w wyniku eksplozji własnej miny nieopodal Sunderlandu .
SM UC-33
Okręt został wcielony do służby w Kaiserliche Marine 25 września 1916 roku. Włączony w skład 1. Flotylli U-Bootów Hochseeflotte, w czasie służby operacyjnej odbył siedem patroli i misji bojowych, w wyniku których zatonęło 35 statków o łącznej pojemności 20 625 BRT i niszczyciel o wyporności 370 ton, a jeden statek o pojemności 6430 BRT został uszkodzony . SM UC-33 został zatopiony 26 września 1917 roku, staranowany przez brytyjski okręt patrolowy HMS P61 w Kanale Świętego Jerzego .
SM UC-34
Okręt został wcielony do służby w Kaiserliche Marine 26 września 1916 roku. Przebazowany w 1917 roku na Morze Śródziemne został nominalnie wcielony w skład Kaiserliche und Königliche Kriegsmarine pod nazwą SM U-74, pływając w składzie Flotylli Pola . W czasie służby operacyjnej okręt odbył dziewięć misji bojowych, w wyniku których zatonęło 20 statków o łącznej pojemności 65 335 BRT i okręt o wyporności 785 ts, a trzy statki o łącznej pojemności 14 001 BRT zostały uszkodzone . SM UC-34 został samozatopiony 30 października 1918 roku nieopodal Poli .
SM UC-35
Okręt został wcielony do służby w Kaiserliche Marine 4 października 1916 roku. Przebazowany w 1917 roku na Morze Śródziemne, pływał w składzie Flotylli Pola, nominalnie włączony w skład Kaiserliche und Königliche Kriegsmarine pod nazwą SM U-75 . W czasie służby operacyjnej okręt odbył 11 patroli i misji bojowych, w wyniku których zatonęło 47 statków o łącznej pojemności 70 114 BRT i okręt o wyporności 970 ton, natomiast pięć statków o łącznej pojemności 16 706 BRT zostało uszkodzonych . SM UC-35 został zatopiony 16 maja 1918 roku na zachód od Sardynii przez francuski trałowiec pomocniczy „Ailly” .
SM UC-36
Okręt został wcielony do służby w Kaiserliche Marine 3 listopada 1916 roku. Włączony w skład Flotylli Flandria, w czasie służby operacyjnej okręt odbył pięć misji bojowych, w wyniku których zatonęły 24 statki o łącznej pojemności 37 367 BRT . SM UC-36 został zatopiony wraz z całą załogą 21 maja 1917 roku nieopodal Ouessant, staranowany przez francuski parowiec „Molière” .
SM UC-37
Okręt został wcielony do służby w Kaiserliche Marine 13 października 1916 roku. Przebazowany w 1917 roku na Morze Śródziemne został nominalnie wcielony w skład Kaiserliche und Königliche Kriegsmarine pod nazwą SM U-77, pływając w składzie Flotylli Pola (a później II Flotylli Morza Śródziemnego i Półflotylli Konstantynopol) . W czasie służby operacyjnej okręt odbył 13 patroli bojowych, w wyniku których zatonęło 66 statków o łącznej pojemności 86 005 BRT, a pięć statków o łącznej pojemności 20 829 BRT i krążownik o wyporności 7350 ton zostało uszkodzonych . W listopadzie 1918 roku SM UC-37 został poddany i rozbrojony w Sewastopolu, po czym w 1919 roku przebazowano go na Maltę i w roku następnym złomowano .
SM UC-38
Okręt został wcielony do służby w Kaiserliche Marine 19 października 1916 roku. Przebazowany w 1917 roku na Morze Śródziemne został nominalnie wcielony w skład Kaiserliche und Königliche Kriegsmarine pod nazwą SM U-78, pływając w składzie Flotylli Pola . W czasie służby operacyjnej okręt odbył dziewięć patroli bojowych, w wyniku których zatonęło 40 statków o łącznej pojemności 53 000 BRT i trzy okręty o łącznej wyporności 9308 ton, w tym krążownik „Châteaurenault”, a trzy statki o łącznej pojemności 13 352 BRT zostały uszkodzone . SM UC-38 został zatopiony 14 grudnia 1917 roku na Morzu Jońskim przez francuskie niszczyciele „Mameluk” i „Lansquenet” .
SM UC-39
Okręt został wcielony do służby w Kaiserliche Marine 29 października 1916 roku. Włączony w skład Flotylli Flandria, w czasie służby operacyjnej okręt odbył jedną misję bojową, podczas której zatopił trzy statki o łącznej pojemności 5150 BRT . SM UC-39 zatonął 8 lutego 1917 roku u wybrzeży Yorkshire, zatopiony ogniem artylerii brytyjskiego niszczyciela HMS „Thrasher” .
SM UC-40
Okręt został wcielony do służby w Kaiserliche Marine 1 października 1916 roku. W czasie służby operacyjnej w składzie 1. Flotylli U-Bootów Hochseeflotte i Flotylli Flandria okręt odbył 17 patroli bojowych, podczas których zatopił 30 statków o łącznej pojemności 42 847 BRT oraz spowodował uszkodzenia siedmiu statków o łącznej pojemności 25 876 BRT i jednego niszczyciela o wyporności 1300 ton . Po zawieszeniu broni UC-40 został przekazany Wielkiej Brytanii w ramach reparacji wojennych, zatonął jednak w drodze na Wyspy Brytyjskie 21 lutego 1919 roku .
SM UC-41
Okręt został wcielony do służby w Kaiserliche Marine 11 października 1916 roku. W czasie służby operacyjnej w składzie 1. Flotylli U-Bootów Hochseeflotte okręt odbył siedem patroli bojowych, podczas których zatopił 17 statków o łącznej pojemności 19 245 BRT oraz spowodował uszkodzenia dwóch statków o łącznej pojemności 1232 BRT . 21 sierpnia 1917 roku okręt został wraz z całą załogą zatopiony bombami głębinowymi przez brytyjskie uzbrojone trawlery u ujścia rzeki Tay .
SM UC-42
Okręt został wcielony do służby w Kaiserliche Marine 18 listopada 1916 roku. W czasie służby operacyjnej w składzie 1. Flotylli U-Bootów Hochseeflotte okręt odbył sześć patroli bojowych, podczas których zatopił 14 statków o łącznej pojemności 9877 BRT oraz spowodował uszkodzenie slupa o wyporności 1210 ton . 10 września 1917 roku okręt zatonął wraz z całą załogą w wyniku eksplozji własnej miny nieopodal Cork .
SM UC-43
Okręt został wcielony do służby w Kaiserliche Marine 25 października 1916 roku. W czasie służby operacyjnej w składzie 1. Flotylli U-Bootów Hochseeflotte okręt odbył dwa patrole bojowe, podczas których zatopił 13 statków o łącznej pojemności 24 684 BRT, a ponadto zdobył jeden statek o pojemności 539 BRT . 10 marca 1917 roku SM UC-43 został zatopiony wraz z całą załogą na północ od Szetlandów, w wyniku ataku torpedowego brytyjskiego okrętu podwodnego HMS G13 .
SM UC-44
Okręt został wcielony do służby w Kaiserliche Marine 4 listopada 1916 roku. W czasie służby operacyjnej w składzie 1. Flotylli U-Bootów Hochseeflotte okręt odbył sześć patroli bojowych, w których rezultacie zatopionych zostało 27 statków o łącznej pojemności 25 475 BRT . Okręt zdobył także jeden statek o pojemności 229 BRT, zatopił niszczyciel o wyporności 550 ton i uszkodził trałowiec o wyporności 810 ton . 4 sierpnia 1917 roku SM UC-44 zatonął w wyniku eksplozji własnej miny nieopodal Waterford, a później został podniesiony przez Brytyjczyków i złomowany .
SM UC-45
Okręt został wcielony do służby w Kaiserliche Marine 18 listopada 1916 roku. W czasie służby operacyjnej w składzie 1. Flotylli U-Bootów Hochseeflotte okręt odbył pięć patroli bojowych, w wyniku których zatonęło 12 statków o łącznej pojemności 16 854 BRT . 17 września 1917 roku SM UC-45 zatonął wraz z całą załogą w wyniku wypadku podczas zanurzania na Morzu Północnym, a później został podniesiony i powrócił do służby . W wyniku podpisania rozejmu w Compiègne okręt został 24 listopada 1918 roku poddany Brytyjczykom, a następnie złomowany w 1920 roku .
SM UC-46
Okręt został wcielony do służby w Kaiserliche Marine 15 września 1916 roku. W czasie służby operacyjnej w składzie Flotylli Flandria okręt odbył cztery patrole bojowe, w wyniku których zatonęło 10 jednostek o łącznej pojemności 10 621 BRT, a trzy statki o łącznej pojemności 18 836 BRT zostały uszkodzone . SM UC-46 został zatopiony wraz z całą załogą 8 lutego 1917 roku u wejścia do Cieśniny Kaletańskiej, staranowany przez brytyjski niszczyciel HMS „Liberty” .
SM UC-47
Okręt został wcielony do służby w Kaiserliche Marine 13 października 1916 roku. W czasie służby operacyjnej w składzie Flotylli Flandria okręt odbył 13 patroli bojowych, w wyniku których zatonęło 57 statków o łącznej pojemności 73 614 BRT i niszczyciel o wyporności 880 ton, a osiem statków o łącznej pojemności 14 442 BRT zostało uszkodzonych . SM UC-47 został zatopiony wraz z całą załogą 18 listopada 1917 roku nieopodal latarni morskiej Flamborough, staranowany przez brytyjski okręt patrolowy HMS P57 .
SM UC-48
Okręt został wcielony do służby w Kaiserliche Marine 6 listopada 1916 roku. W czasie służby operacyjnej w składzie Flotylli Flandria okręt odbył 13 patroli bojowych, w wyniku których zatonęło 35 statków o łącznej pojemności 67 842 BRT, a sześć statków o łącznej pojemności 23 821 BRT zostało uszkodzonych . SM UC-48 został internowany 23 marca 1918 roku w Ferrol, po wcześniejszym uszkodzeniu przez brytyjski niszczyciel HMS „Loyal” . Po zawieszeniu broni UC-48 miał zostać przekazany Wielkiej Brytanii w ramach reparacji wojennych, jednak został samozatopiony w drodze na Wyspy Brytyjskie 15 marca 1919 roku .
SM UC-49
Okręt został wcielony do służby w Kaiserliche Marine 2 grudnia 1916 roku. W czasie służby operacyjnej w składzie 1. Flotylli U-Bootów Hochseeflotte i II Flotylli Flandria okręt odbył 13 patroli bojowych, w wyniku których zatonęło 26 statków o łącznej pojemności 66 045 BRT (w tym brytyjski krążownik pomocniczy HMS „Otway” o pojemności 12 077 BRT), a jeden statek o pojemności 2241 BRT został uszkodzony . SM UC-49 zatonął wraz z całą załogą 14 sierpnia 1918 roku, po wejściu na minę u wybrzeży Flandrii .
SM UC-50
Okręt został wcielony do służby w Kaiserliche Marine 21 grudnia 1916 roku . W czasie służby operacyjnej w składzie 1. Flotylli U-Bootów Hochseeflotte i Flotylli Flandria okręt odbył dziewięć patroli bojowych, w wyniku których zatonęło 29 statków o łącznej pojemności 42 871 BRT, a jeden statek o pojemności 270 BRT został uszkodzony . SM UC-50 zaginął bez wieści po 7 stycznia 1918 roku .
SM UC-51
Okręt został wcielony do służby w Kaiserliche Marine 6 stycznia 1917 roku. W czasie służby operacyjnej w składzie 1. Flotylli U-Bootów Hochseeflotte i Flotylli Flandria okręt odbył siedem patroli bojowych, w wyniku których zatonęło 28 statków o łącznej pojemności 31 837 BRT, a dwa statki o łącznej pojemności 5855 BRT zostały uszkodzone . 17 listopada 1917 roku SM UC-51 zatonął wraz z całą załogą po wejściu na minę w kanale La Manche .
SM UC-52
Okręt został wcielony do służby w Kaiserliche Marine 15 marca 1917 roku. Przebazowany na Morze Śródziemne został nominalnie wcielony w skład Kaiserliche und Königliche Kriegsmarine pod nazwą SM U-94, pływając w składzie Flotylli Pola (a później II Flotylli Morza Śródziemnego) . W czasie służby operacyjnej okręt odbył siedem patroli bojowych, w wyniku których zatonęło 18 statków o łącznej pojemności 18 230 BRT, a cztery statki o łącznej pojemności 13 580 BRT zostały uszkodzone . SM UC-52 został poddany Brytyjczykom 16 stycznia 1919 roku w wyniku podpisania rozejmu w Compiègne, a następnie złomowany w 1920 roku .
SM UC-53
Okręt został wcielony do służby w Kaiserliche Marine 5 kwietnia 1917 roku. Przebazowany na Morze Śródziemne został nominalnie wcielony w skład Kaiserliche und Königliche Kriegsmarine pod nazwą SM U-95, pływając w składzie Flotylli Pola (a później II Flotylli Morza Śródziemnego) . W czasie służby operacyjnej okręt odbył osiem patroli bojowych, w wyniku których zatonęło 48 statków o łącznej pojemności 46 500 BRT, a 12 statków o łącznej pojemności 31 732 BRT zostało uszkodzonych . SM UC-53 został samozatopiony 28 października 1918 roku nieopodal Poli .
SM UC-54
Okręt został wcielony do służby w Kaiserliche Marine 10 maja 1917 roku. Przebazowany na Morze Śródziemne został nominalnie wcielony w skład Kaiserliche und Königliche Kriegsmarine pod nazwą SM U-96, pływając w składzie Flotylli Pola (a później II Flotylli Morza Śródziemnego) . W czasie służby operacyjnej okręt odbył osiem patroli bojowych, w wyniku których zatonęło 18 statków o łącznej pojemności 52 565 BRT, a trzy statki o łącznej pojemności 12 766 BRT zostały uszkodzone . SM UC-54 został samozatopiony 28 października 1918 roku nieopodal Triestu .
SM UC-55
Okręt został wcielony do służby w Kaiserliche Marine 15 listopada 1916 roku. Włączony w skład 1. Flotylli U-Bootów Hochseeflotte, w czasie służby operacyjnej okręt odbył sześć patroli bojowych, podczas których zatopił dziewięć statków o łącznej pojemności 12 988 BRT, a dwa statki o łącznej pojemności 5740 BRT i niszczyciel o wyporności 440 ton zostały uszkodzone . SM UC-55 został samozatopiony 29 września 1917 roku nieopodal Lerwick, po uszkodzeniach odniesionych w wyniku awarii podczas manewru zanurzenia .
SM UC-56
Okręt został wcielony do służby w Kaiserliche Marine 18 grudnia 1916 roku. W czasie służby operacyjnej w składzie Flotylli Bałtyckiej i Flotylli Flandria okręt odbył sześć misji bojowych, zatapiając podczas jednej z nich okręt szpitalny HMHS „Glenart Castle” o pojemności 6824 BRT . SM UC-56 został internowany 24 maja 1918 roku u wybrzeży Hiszpanii, a po podpisaniu rozejmu w Compiègne trafił do Francji, gdzie został złomowany w 1923 roku .
SM UC-57
Okręt został wcielony do służby w Kaiserliche Marine 22 stycznia 1917 roku. W czasie służby operacyjnej w składzie Flotylli Bałtyckiej okręt odbył siedem misji bojowych, podczas których zatopił pięć jednostek o łącznej pojemności 271 BRT i zdobył dwa statki o łącznej pojemności 3863 BRT . SM UC-57 został utracony po 17 listopada 1917 roku w Zatoce Fińskiej, prawdopodobnie po wejściu na minę .
SM UC-58
Okręt został wcielony do służby w Kaiserliche Marine 12 marca 1917 roku. W czasie służby operacyjnej w składzie Flotylli Bałtyckiej i 1. Flotylli U-Bootów Hochseeflotte okręt odbył 12 misji bojowych, podczas których zatopił 24 statki o łącznej pojemności 21 113 BRT oraz niszczyciel o wyporności 380 ton, a ponadto zdobył trzy statki o łącznej pojemności 2716 BRT i uszkodził jeden statek o pojemności 4125 BRT . SM UC-58 został poddany Francuzom 24 listopada 1918 roku w wyniku podpisania rozejmu w Compiègne, a następnie złomowany w 1921 roku .
SM UC-59
Okręt został wcielony do służby w Kaiserliche Marine 12 maja 1917 roku. W czasie służby operacyjnej w składzie Flotylli Bałtyckiej i 1. Flotylli U-Bootów Hochseeflotte okręt odbył dziewięć misji bojowych, podczas których zatopił osiem statków o łącznej pojemności 5121 BRT i zdobył jeden statek o pojemności 1277 BRT . SM UC-59 został poddany Brytyjczykom 21 listopada 1918 roku w wyniku podpisania rozejmu w Compiègne, a następnie złomowany w latach 1919–1920 .
SM UC-60
Okręt został wcielony do służby w Kaiserliche Marine 25 czerwca 1917 roku. W czasie służby operacyjnej w składzie Flotylli Bałtyckiej okręt odbył jedną misję bojową, podczas której zatopił jeden statek o pojemności 1426 BRT . Od listopada 1917 roku do końca wojny jednostka pełniła funkcje szkoleniowe . SM UC-60 został poddany Brytyjczykom 23 lutego 1919 roku w wyniku podpisania rozejmu w Compiègne, a następnie złomowany w 1921 roku .
SM UC-61
Okręt został wcielony do służby w Kaiserliche Marine 13 grudnia 1916 roku. W czasie służby operacyjnej w składzie Flotylli Flandria okręt odbył pięć patroli bojowych, w wyniku których zatonęło 11 statków o łącznej pojemności 13 821 BRT i krążownik pancerny „Kléber” o wyporności 7578 ton, a dwa statki o łącznej pojemności 3476 BRT i jeden okręt o wyporności 570 ton zostały uszkodzone . 26 lipca 1917 roku SM UC-61 wszedł na mieliznę nieopodal Calais, a następnie został zniszczony przez załogę, by nie wpadł w ręce wroga .
SM UC-62
Okręt został wcielony do służby w Kaiserliche Marine 8 stycznia 1917 roku. W czasie służby operacyjnej w składzie Flotylli Flandria okręt odbył dziewięć patroli bojowych, w wyniku których zatonęło 11 statków o łącznej pojemności 16 735 BRT, a trzy statki o łącznej pojemności 3057 BRT zostały uszkodzone . 14 października 1917 roku SM UC-62 zatonął na minie wraz z całą załogą nieopodal Zeebrugge .
SM UC-63
Okręt został wcielony do służby w Kaiserliche Marine 30 stycznia 1917 roku. W czasie służby operacyjnej w składzie Flotylli Flandria okręt odbył dziewięć patroli bojowych, w wyniku których zatonęło 36 statków o łącznej pojemności 35 900 BRT, a cztery statki o łącznej pojemności 4639 BRT zostały uszkodzone . SM UC-63 został zatopiony 1 listopada 1917 roku, storpedowany przez brytyjski okręt podwodny HMS E52 na Morzu Północnym .
SM UC-64
Okręt został wcielony do służby w Kaiserliche Marine 22 lutego 1917 roku. W czasie służby operacyjnej w składzie Flotylli Flandria okręt odbył 15 patroli bojowych, w wyniku których zatonęło 26 statków o łącznej pojemności 20 473 BRT, a cztery statki o łącznej pojemności 14 012 BRT zostały uszkodzone . SM UC-64 zatonął na minie wraz z całą załogą w Cieśninie Kaletańskiej 20 czerwca 1918 roku .
SM UC-65
Okręt został wcielony do służby w Kaiserliche Marine 10 listopada 1916 roku. W czasie służby operacyjnej w składzie Flotylli Flandria okręt odbył 11 patroli bojowych, w rezultacie których zatonęło 105 statków o łącznej pojemności 116 218 BRT (w tym brytyjski parowiec pasażerski „Drina” o pojemności 11 483 BRT) i stawiacz min HMS „Ariadne” o wyporności 11 000 ton, a 11 statków o łącznej pojemności 68 516 BRT i niszczyciel o wyporności 850 ton zostało uszkodzonych . SM UC-65 został zatopiony 3 listopada 1917 roku w kanale La Manche, storpedowany przez brytyjski okręt podwodny HMS C15 .
SM UC-66
Okręt został wcielony do służby w Kaiserliche Marine 18 listopada 1916 roku. W czasie służby operacyjnej w składzie Flotylli Flandria okręt odbył pięć patroli bojowych, w rezultacie których zatonęło 30 statków o łącznej pojemności 42 006 BRT (w tym brytyjski parowiec pasażerski „Afric” o pojemności 11 999 BRT) i dwa slupy o łącznej wyporności 2500 ton, a sześć statków o łącznej pojemności 27 410 BRT zostało uszkodzonych . SM UC-66 został zatopiony wraz z całą załogą 27 maja 1917 roku na północ od Scilly przez brytyjską łódź latającą Curtiss H-12 .
SM UC-67
Okręt został wcielony do służby w Kaiserliche Marine 10 grudnia 1916 roku. Przebazowany na Morze Śródziemne został nominalnie wcielony w skład Kaiserliche und Königliche Kriegsmarine pod nazwą SM U-91, pływając w składzie Flotylli Pola (a później II Flotylli Morza Śródziemnego) . W czasie służby operacyjnej okręt odbył 11 patroli bojowych, w wyniku których zatonęły 53 statki o łącznej pojemności 93 286 BRT (w tym brytyjski okręt szpitalny HMHS „Dover Castle” o pojemności 8271 BRT) i okręt o wyporności 834 tony, a trzy statki o łącznej pojemności 8249 BRT zostały uszkodzone . 16 stycznia 1919 roku SM UC-67 został poddany Brytyjczykom w wyniku podpisania rozejmu w Compiègne, a następnie złomowany w latach 1919–1920 .
SM UC-68
Okręt został wcielony do służby w Kaiserliche Marine 17 grudnia 1916 roku. W czasie służby operacyjnej w składzie Flotylli Flandria okręt odbył dwa patrole bojowe, w wyniku których zatonął jeden statek o pojemności 2897 BRT i okręt o wyporności 550 ton, a dwa statki o łącznej pojemności 12 839 BRT zostały uszkodzone . SM UC-68 został utracony w kanale La Manche po 13 marca 1917 roku .
SM UC-69
Okręt został wcielony do służby w Kaiserliche Marine 23 grudnia 1916 roku. W czasie służby operacyjnej w składzie Flotylli Flandria okręt odbył dziewięć patroli bojowych, w wyniku których zatonęły 54 statki o łącznej pojemności 99 285 BRT, a cztery statki o łącznej pojemności 17 567 BRT i niszczyciel o wyporności 975 ton zostały uszkodzone . SM UC-69 zatonął w kanale La Manche 6 grudnia 1917 roku, po kolizji z niemieckim okrętem podwodnym U-96 .
SM UC-70
Okręt został wcielony do służby w Kaiserliche Marine 22 listopada 1916 roku. W czasie służby operacyjnej w składzie Flotylli Flandria okręt odbył 10 patroli bojowych, w wyniku których zatonęły 33 statki o łącznej pojemności 27 078 BRT, a siedem statków o łącznej pojemności 27 513 BRT zostało uszkodzonych . SM UC-70 został zatopiony 5 czerwca 1917 roku w wyniku ostrzału przez brytyjskie monitory i niszczyciele portu w Ostendzie, po czym podniesiony i wyremontowany powrócił do służby . 28 sierpnia 1918 roku u wschodniego wybrzeża Anglii U-Boot został zatopiony wraz z całą załogą przez brytyjski niszczyciel HMS „Ouse” .
SM UC-71
Okręt został wcielony do służby w Kaiserliche Marine 28 listopada 1916 roku. W czasie służby operacyjnej w składzie Flotylli Flandria i 1. Flotylli U-Bootów Hochseeflotte okręt odbył 19 patroli bojowych, w wyniku których zatonęły 63 statki o łącznej pojemności 110 750 BRT (w tym brytyjski parowiec „Raranga” o pojemności 10 040 BRT), a 17 statków o łącznej pojemności 74 089 BRT i slup o wyporności 1250 ton doznało uszkodzeń . Po zawieszeniu broni UC-71 został przekazany Wielkiej Brytanii w ramach reparacji wojennych, jednak zatonął w drodze na Wyspy Brytyjskie 20 lutego 1919 roku .
SM UC-72
Okręt został wcielony do służby w Kaiserliche Marine 5 grudnia 1916 roku. W czasie służby operacyjnej w składzie Flotylli Flandria okręt odbył osiem patroli bojowych, w wyniku których zatonęło 41 statków o łącznej pojemności 58 699 BRT, a dwa statki o łącznej pojemności 1529 BRT zostały uszkodzone . SM UC-72 zatonął wraz z całą załogą po 22 sierpnia 1917 roku, po wejściu na minę w kanale La Manche .
SM UC-73
Okręt został wcielony do służby w Kaiserliche Marine 24 grudnia 1916 roku. Przebazowany na Morze Śródziemne został nominalnie wcielony w skład Kaiserliche und Königliche Kriegsmarine pod nazwą SM U-92, pływając w składzie Flotylli Pola (a później I Flotylli Morza Śródziemnego) . W czasie służby operacyjnej okręt odbył 10 patroli bojowych, w wyniku których zatonęło 16 statków o łącznej pojemności 16 565 BRT, a jeden statek o pojemności 5796 BRT został uszkodzony . 6 stycznia 1919 roku SM UC-73 został poddany Brytyjczykom w wyniku podpisania rozejmu w Compiègne, a następnie złomowany w latach 1919–1920 .
SM UC-74
Okręt został wcielony do służby w Kaiserliche Marine 26 listopada 1916 roku. Przebazowany na Morze Śródziemne został nominalnie wcielony w skład Kaiserliche und Königliche Kriegsmarine pod nazwą SM U-93, pływając w składzie Flotylli Pola (a później II Flotylli Morza Śródziemnego) . W czasie służby operacyjnej okręt odbył 10 patroli bojowych, w wyniku których zatonęło 37 statków o łącznej pojemności 92 722 BRT, a cztery statki o łącznej pojemności 13 108 BRT zostały uszkodzone . SM UC-74 został internowany 21 listopada 1918 roku u wybrzeży Hiszpanii, a po podpisaniu rozejmu w Compiègne trafił do Francji, gdzie został złomowany w 1921 roku .
SM UC-75
Okręt został wcielony do służby w Kaiserliche Marine 6 grudnia 1916 roku. W czasie służby operacyjnej w składzie 1. Flotylli U-Bootów Hochseeflotte i Flotylli Flandria okręt odbył 13 patroli bojowych, w wyniku których zatonęło 57 statków o łącznej pojemności 82 943 BRT i dwa okręty o łącznej wyporności 1555 ton, a 10 statków o łącznej pojemności 40 447 BRT zostało uszkodzonych . SM UC-75 zatonął 31 maja 1918 roku na Morzu Północnym, staranowany przez brytyjski niszczyciel HMS „Fairy” .
SM UC-76
Okręt został wcielony do służby w Kaiserliche Marine 17 grudnia 1916 roku. W czasie służby operacyjnej w składzie 1. Flotylli U-Bootów Hochseeflotte okręt odbył dwa patrole bojowe, w wyniku których zatonęło 14 statków o łącznej pojemności 6006 BRT i okręt o wyporności 725 ton, a jeden statek o pojemności 10 422 BRT został uszkodzony . Jednostka zatonęła 10 maja 1917 roku w wyniku eksplozji własnej miny w Helgolandzie, a po podniesieniu i remoncie służyła jako okręt szkolny . SM UC-76 został internowany 13 listopada 1918 roku w Karlskronie, a 1 grudnia został poddany Brytyjczykom w wyniku podpisania rozejmu w Compiègne i złomowany w latach 1919–1920 .
SM UC-77
Okręt został wcielony do służby w Kaiserliche Marine 29 grudnia 1916 roku. W czasie służby operacyjnej w składzie 1. Flotylli U-Bootów Hochseeflotte i Flotylli Flandria (później II Flotylli Flandria) okręt odbył 13 patroli bojowych, w wyniku których zatonęło 35 statków o łącznej pojemności 50 973 BRT, a siedem statków o łącznej pojemności 23 734 BRT zostało uszkodzonych . 11 lipca 1918 roku SM UC-77 zatonął na minie na Morzu Północnym .
SM UC-78
Okręt został wcielony do służby w Kaiserliche Marine 10 stycznia 1917 roku . W czasie służby operacyjnej w składzie Flotylli Bałtyckiej i I Flotylli Flandria okręt odbył 12 patroli bojowych, w wyniku których zatonął niszczyciel o wyporności 350 ton, a jeden statek o pojemności 1481 BRT został uszkodzony . SM UC-78 został zatopiony wraz z całą załogą 9 maja 1918 roku, staranowany przez brytyjski parowiec „Queen Alexandra” w kanale La Manche .
SM UC-79
Okręt został wcielony do służby w Kaiserliche Marine 22 stycznia 1917 roku. W czasie służby operacyjnej w składzie Flotylli Bałtyckiej i I Flotylli Flandria okręt odbył 11 patroli bojowych, w wyniku których zatonęło 10 statków o łącznej pojemności 12 241 BRT i zostało zdobytych 14 jednostek o łącznej pojemności 10 961 BRT . SM UC-79 zatonął wraz z całą załogą 5 kwietnia 1918 roku, po wejściu na minę w kanale La Manche .

## Podsumowanie działalności bojowej
Okręty typu UC II za pomocą torped, min, artylerii oraz ładunków wybuchowych zatopiły podczas wojny 1838 statków o łącznej pojemności 2 540 801 BRT oraz uszkodziły 218 statków o łącznej pojemności 788 367 BRT. Ponadto zatopiły dwa krążowniki, stawiacz min, monitor, 11 niszczycieli, trzy slupy, dwa torpedowce, dwa trałowce, dwa okręty podwodne i wiele jednostek pomocniczych (głównie uzbrojone trawlery), a także uszkodziły dwa krążowniki, siedem niszczycieli, dwa slupy i jeden trałowiec. W zestawieniu 30. najskuteczniejszych U-Bootów I wojny światowej pod względem zatopionego tonażu na 10. miejscu znajduje się UC-17, 14. zajmuje UC-21, 18. jest UC-65, a 28. lokatę zajął UC-71 . Podczas działań wojennych zatopione zostały 43 jednostki, a po ich zakończeniu utracono jeszcze trzy okręty w trakcie ich transferu do alianckich portów. Ocalałe U-Booty trafiły w ramach reparacji w ręce Brytyjczyków i Francuzów, gdzie wkrótce złomowane.